# Catarina de Saboia
Catarina de Saboia (em italiano:  Caterina di Savoia; 1300/03 — Rheinfelden, 30 de setembro de 1336) foi duquesa consorte de Áustria e Estíria, e condessa de Habsburgo pelo seu casamento com Leopoldo I, Duque da Áustria.

## Família
Catarina era a segunda filha e criança nascida do conde Amadeu V de Saboia, e de sua segunda esposa, Maria de Brabante. Seus avós paternos eram Tomás II de Saboia e Beatriz Fieschi. Seus avós maternos eram o duque João I de Brabante e Margarida de Dampierre.
Ela teve três irmãs por parte de pai e mãe, que eram: Maria, esposa de Hugo de La Tour e de Coligny, barão de Faucigny; Ana, imperatriz bizantina como a segunda esposa de Andrónico III Paleólogo, e Beatriz, esposa de Henrique I da Boêmia.
Ela também teve oito meio-irmãos frutos do primeiro casamento de seu pai com Sibila de Bâgé.

## Biografia
O contrato de casamento entre Catarina e Leopoldo é datado em 20 de abril de 1310. Os dois se casaram na cidade de Basileia, na Suíça, em 26 de abril de 1315. O duque era filho do rei Alberto I da Germânia e de Isabel de Gorizia-Tirol.

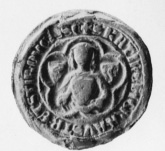
Selo da duquesa.

A duquesa Catarina ficou viúva em 28 de fevereiro de 1326, depois de quase onze anos de casamento. Ela morreu uma década depois, no dia 30 de setembro de 1336, em Rheinfelden, e foi sepultada no Mosteiro de Königsfelden, em Windisch.

### Descendência
O casal teve duas filhas:
- Catarina da Áustria (9 de fevereiro de 1320 - 28 de setembro de 1349), foi a esposa do senhor Enguerrando VI de Coucy. Teve descendência;
- Inês da Áustria (1321/26 - 2 de fevereiro de 1392), foi duquesa de Świdnica como esposa de Bolco II de Świdnica. Pode ou não ter deixado descendência.